# Deutsche Volksliste
La Deutsche Volksliste (lett. "Lista del popolo tedesco") era un'istituzione nazista volta a classificare gli abitanti dei territori occupati dalla Germania in categorie più o meno desiderabili sistematizzate da Heinrich Himmler. Nata dopo l'occupazione della Polonia, l'istituzione fu in seguito fondata anche nella Francia occupata e nel Reichskommissariat Ukraine.
I Volksdeutsche (tedeschi etnici) erano persone di ascendenze tedesche viventi al di fuori della Germania. Benché non possedessero cittadinanza tedesca o austriaca, il rafforzamento e lo sviluppo delle loro comunità nell'Europa Centro-orientale era un caposaldo del piano Nazista di creazione della  Grande Germania.

## Contatti i tedeschi etnici  nel periodo anteguerra
Nel 1931, prima della sua ascesa al potere, il partito Nazista fondo la NSDAP/AO (Sezione Straniera del Partito Nazional-Socialista) allo scopo di diffondere propaganda nazista tra le minoranze tedesche viventi al di fuori della Germania. Nel 1936 l'Ufficio per l'Assistenza ai Popoli Tedeschi (Hauptamt Volksdeutsche Mittelstelle), anche noto come VoMi, fu fondato e posto sotto l'autorità delle Schutzstaffel (SS). Diretto dallo SS-Obergruppenführer Werner Lorenz, il VoMi doveva fungere da ufficio di collegamento con le minoranze tedesche.

## Motivazioni per la creazione della lista

### Germanizzazione
Come testimoniato da Kuno Wirsich al Processo di Norimberga:
A seguito dell'invasione della Polonia, nel 1939 la Germania annetté la parte occidentale del Paese, consistente nelle province di Danzica-Prussia Orientale, Wartheland e Slesia, ponendo il resto del territorio polacco sotto un Governatorato Generale.
Il piano per la Polonia, specificati nel Generalplan Ost, consistevano nella "purificazione" delle regioni annesse, per creare uno stato-cuscinetto tedesco in grado di attutire l'influenza polacca e slava. Il piano prevedeva anche la deportazione dei polacchi dalle aree sotto il controllo del Governatorato Generale, e la loro sostituzione con persone di etnia tedesca, provenienti sia dalla Germania che da altri paesi.
Per raggiungere i propri obiettivi di germanizzazione della Polonia, la Germania Nazista cercò di aumentare il numero di Volksdeutsche nei territori conquistati, mediante la germanizzazione di alcune classi dei popoli conquistati, consistenti principalmente nei Cechi, Polacchi e Sloveni di ascendenza tedesca. Cittadini polacchi di origine tedesca, o con legami di parentela a tedeschi, furono incoraggiati ad iscriversi nella Volksliste, in molti casi non senza pressioni. L'iscrizione dava diritto a privilegi quali migliore cibo, accesso ad appartamenti migliori, fattorie, officine, mobilio, e vestiario, beni in massima parte confiscati agli Israeliti ed ai Polacchi deportati o internati nei campi di concentramento.
In aree popolate da polacchi, minoranze tedesche e persone di origine tedesche ma polonizzate, non era facile determinare chi era un tedesco. Molti, nella Polonia occidentale, sostenendo di avere origini tedesche si opposero alla deportazione presso il Governatorato Generale. Colpito dalla loro resistenza, Himmler ritenne che essa fosse un segno delle loro qualità Nordiche. Inoltre, i funzionari nazisti responsabili per l'amministrazione dei territori annessi alla Germania si opponevano alla deportazione di Polacchi economicamente utili, per cui trovarono vantaggiosa l'adozione di criteri che avrebbe consentito di evitare la deportazione dei lavoratori polacchi qualificati, di sangue tedesco. I polacchi considerati meritevoli di germanizzazione furono d'altro canto inviati nel Reich come lavoratori.
Nel 2006 lo storico tedesco Götz Aly ha concluso che la politica tedesca era basata sui criteri di selezione adottati in Francia dopo la prima guerra mondiale per l'espulsione dei tedeschi dall'Alsazia

### Categoriead hoc
Fin dall'Occupazione della Polonia (1939-1945), varie categorie furono introdotte localmente, inducendo confusione. Ad esempio, nel 1939, il Gauleiter  del Warthegau, Arthur Greiser, fondò un ufficio centrale per la registrazione degli appartenenti al popolo tedesco, la "Deutsche Volksliste", anche noto semplicemente come Volksliste. Agli inizi del 1940, gli iscritti alla lista furono divisi in quattro categorie: persone di origine tedesca sostenitori del Reich, altre persone di origine tedesca, polacchi di estrazione tedesca (polacchi con origini tedesche), e polacchi imparentati con tedeschi.

### La soluzione di Himmler
La soluzione trovata da Himmler per risolvere la confusione ed i conflitti negli schemi utilizzati per categorizzare i cittadini fu la Deutsche Volksliste (DVL), un quadro di classificazione suscettibile di applicazione universale. L'Ufficio Centrale per la Razza e le Colonie delle SS nel 1939 produsse un registro chiamato Deutsche Volksliste, che deve essere considerato solo un prototipo della versione successivamente elaborata da Himmler.
La Deutsche Volksliste classificava i Polacchi in quattro categorie: 
- Categoria I: Volksdeutsche - Persone di ascendenza tedesca attivi sostenitori del Reich prima del 1939.
- Categoria II: Deutschstämmige - Persone di origine tedesca non politicamente attive.
- Categoria III: Eingedeutschte - Indigeni considerati parzialmente polacchi, principalmente Slesiani e Casciubi. Il rifiuto della registrazione comportava la deportazione e l'internamento in campo di concentramento
- Categoria IV: Rückgedeutschte - Polacchi considerati utili, in quanto sostenitori del Reich, ovvero collaborazionisti

I membri della Categoria I godevano del diritto alla cittadinanza tedesca, ed erano quindi tenuti a prestare servizio militare obbligatorio nelle forze armate tedesche.  Inizialmente solo le persone rientranti nella Categoria I potevano arruolarsi nelle SS.
Il sangue tedesco ritenuto prezioso al punto che qualsiasi "tedesco" sarebbe stato sicuramente utile agli altri Paesi, per cui i tedeschi oppositori del Reich erano considerati un pericolo. Di conseguenza quanti pur essendo stati inclusi nelle categorie I e II rifiutavano la registrazione e negavano i propri legami con la Germania erano fatti oggetto di un trattamento particolarmente duro.  Quanti avevano "cattivi precedenti politici"—consistenti nell'aver sostenuto la persecuzione o il boicottaggio dei tedeschi - erano immediatamente inviati presso i campi di concentramento, i loro figli subivano la germanizzazione, e le mogli internate nel caso in cui avevano concorso agli atti dei mariti, ovvero anch'esse sottoposte a germanizzazione.
Le persone di Categoria III e IV erano deportate in Germania come lavoratori, e soggette alla coscrizione nella Wehrmacht.

### Vantaggi della registrazione
Le autorità tedesche nella Polonia occupata incoraggiarono, ed in svariati casi obbligarono, i Polacchi a registrarsi nella Volksliste. Nella Polonia occupata, lo status di Volksdeutscher consentiva di godere di molti privilegi, benché comportasse lo svantaggio della coscrizione nell'esercito tedesco.

## La reazione dei cittadini Polacchi
Le reazioni polacche all'istituzione della Deutsche Volksliste non furono univoche. La registrazione nella Categoria III poteva significare mantenere i propri diritti di proprietà, ma anche essere inviato nel Reich per lavoro coatto, oppure la coscrizione nella Wehrmacht.
I cittadini polacchi di origine tedesca, i quali spesso si identificavano con la nazione polacca, si ritrovarono ad affrontare il dilemma di iscriversi alla lista, e quindi essere considerato un traditore dai polacchi, oppure di non iscriversi, ed essere considerato un traditore della razza tedesca dagli occupanti. Questo gruppo comprendeva sia tedeschi trasferitisi in Polonia qualche secolo addietro, che tedeschi che avevano ottenuto la cittadinanza polacca dopo il 1920. Gli iscritti alla Deutsche Volksliste erano tenuti in disprezzo dai polacchi, anche perché l'iscrizione era considerata costituire il reato di alto tradimento, secondo il diritto della resistenza polacca. I polacchi che preferirono mantenere la classificazione del resto dei loro familiari e degli amici talvolta preferirono la deportazione all'iscrizione alla Deutsche Volksliste ed alla germanizzazione.
Gli Slesiani furono sottoposti a pressioni affinché si iscrivessero nelle categorie III o IV, subendo la detenzione, la tortura o minacce in caso di rifiuto, oltre che ovviamente la deportazione in campo di concentramento.
In alcuni casi una consultazione con la Resistenza polacca poteva aver luogo prima dell'iscrizione nelle Volksliste, in quanto effettuata da persone che avrebbero giocato un importante ruolo nelle attività della resistenza, fornendo in seguito informazioni preziose agli alleati. Agli occhi del governo Comunista, l'aiuto prestato alla resistenza non era considerato un'attenuante, quindi molti di questi doppi agenti furono poi perseguiti penalmente.

## Attuazione in Polonia
Dopo aver stilato il programma Himmler ne ordinò l'attuazione da parte del Ministero degli Interni di Wilhelm Frick. Nel marzo 1941, un decreto del Ministero degli Interni e di Himmler in qualità di Commissionario per il Rafforzamento della Germanità (Kommissar für die Festigung des deutschen Volkstums o RKFDV) rese l'uso della Volksliste obbligatorio, anche se la classificazione dei cittadini polacchi era iniziata un anno e mezzo prima. Il 3 aprile 1941 l'uso della lista fu esteso a tutte le aree della Polonia occidentali, quali Danzica-Prussia Orientale, l'Alta Slesia, e parti della Prussia Orientale.

### Alta Slesia
Differenze nell'attuazione del piano si verificarono in Alta Slesia, a causa delle diverse condizioni economiche e della necessità di mantenere personale qualificato in servizio presso gli stabilimenti dell'industria pesante. Alcuni storici hanno notato come la politica razziale delle élite locali tedeschi fosse differente, anche se in modo non esplicito. Il  Gauleiter Josef Wagner ed il suo successore Fritz Bracht ritennero opportuno escludere gli slesiani da una classificazione compiuta solo sulla base della razza, criterio che invece era stato enfatizzato da Heinrich Himmler durante il suo mandato di Commissario per il rafforzamento della germanità.
Fritz e Bracht adottarono anche criteri politici, il che rese la situazione simile a quella esistente in Pomerelia (ex-area della Prussia Occidentale, annessa a Danzica-Prussia Orientale), e nelle aree dell'Europa Occidentale annesse dalla Germania, quali l'Alsazia-Lorena. Quantunque i loro diritti fossero limitati, se paragonati ai diritti goduti da altri cittadini tedeschi, l'adozione di una classificazione basata anche su criteri politici risultò in un numero minore di deportazioni, in quanto una grossa parte degli abitanti dell'Alta Slesia e di Polacchi furono classificati come aventi diritto alla cittadinanza tedesca.

### Risultati
Secondo Robert Koehl l'introduzione delle procedure di registrazione nella Deutsche Volksliste consentì di scoprire oltre 900.000 "Tedeschi", oltre che i residenti della Slesia settentrionale, chiamati "Wasserpolen". Alcune migliaia di cittadini ritenuti ri-germanizzabili furono inoltre rispediti nel Reich 
Si stima che la DVL contenesse un totale di 2.7 milioni di persone, tra cui un milione di persone incluso nelle Categorie I e II, ed 1.7 milioni schedate nelle Categorie III e IV. Nel Governatorato Generale vi erano 120.000 Volkdeutsche. 
| Territori polacchi annessi dai Nazisti | Deutsche Volksliste, inizio 1944                              | Deutsche Volksliste, inizio 1944 | Deutsche Volksliste, inizio 1944 | Deutsche Volksliste, inizio 1944 |
| Territori polacchi annessi dai Nazisti | Cat. I                                                        | Cat. II                          | Cat. III                         | Cat. IV                          |
| Warthegau | 230.000                                                       | 190.000                          | 65.000                           | 25.000                           |
| Reichsgau Danzig-Westpreußen | 115.000                                                       | 95.000                           | 725.000                          | 2.000                            |
| Slesia Nord-orientale | 130.000                                                       | 210.000                          | 875.000                          | 55.000                           |
| Prussia Sud-orientale | 9.000                                                         | 22.000                           | 13.000                           | 1.000                            |
| Totale | 484.000                                                       | 517.000                          | 1.678.000                        | 83.000                           |
| Totale | 2.750 milioni su una popolazione non-Tedesca di 6.015 milioni |                                  |                                  |                                  |
| Fonte: Wilhelm Deist, Bernhard R. Kroener, Germany (Federal Republic). Militärgeschichtliches Forschungsamt, Germany and the Second World War, Oxford University Press, 2003, pp. 132,133, ISBN 0198208731, citing Broszat, Nationalsozialistische Polenpolitik, p. 134 |                                                               |                                  |                                  |                                  |

## Attuazione in altri Paesi
La Volkliste fu introdotta in Iugoslavia dopo l'occupazione da parte delle truppe tedesche. Le minoranze tedesche nell'Unione Sovietica furono registrate, e trasferite nel Governatorato Generale o in altre aree della Polonia occupate dai Tedeschi. Molti di essi furono arruolati nell'esercito tedesco.

## Il Dopoguerra
A tutt'oggi la maggior parte della documentazione inerente alla Volksliste è custodita negli archivi polacchi, in quanto immediatamente dopo la fine della seconda guerra mondiale i documenti furono ritrovati presso l'anagrafe.
Dopo il crollo della Germania nazista alcuni Volksdeutsche furono processati per alto tradimento. Ancora oggi, in Polonia la parola Volksdeutsch è considerata un insulto e sinonimo di traditore.